# Masaki Kashiwara

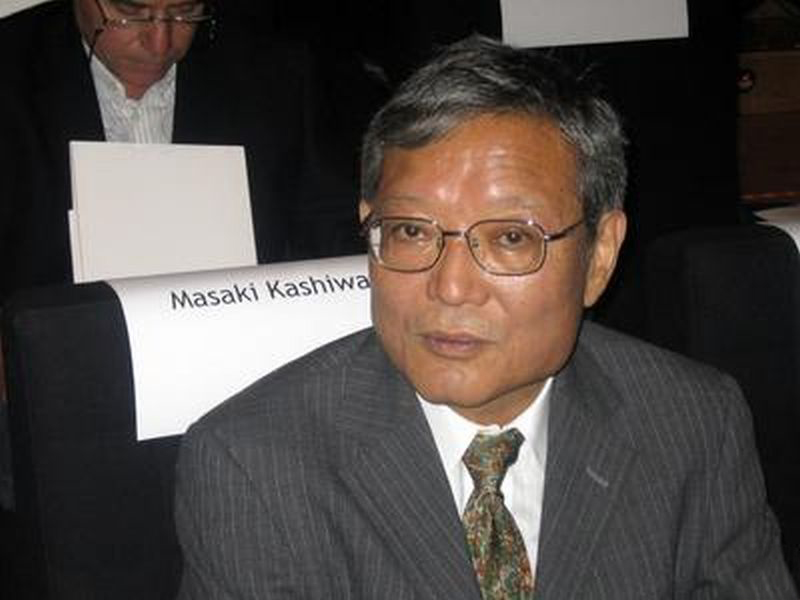
Kashiwara (2006)

Masaki Kashiwara (jap. 柏原 正樹, Kashiwara Masaki; * 30. Januar 1947 in Yūki) ist ein japanischer Mathematiker.

## Leben und Wirken
Masaki Kashiwara studierte an der Universität Tokio (Bachelor 1969, Master-Abschluss 1971) bei Mikio Satō und wurde bei ihm 1974 in Kyōto promoviert. 1977/1978 war er am Institute for Advanced Study. Er war ab 1971 Assistent am RIMS (Research Institute for Mathematical Sciences an der Universität Kyōto), 1973 Assistenzprofessor am RIMS, 1978 in gleicher Funktion an der Universität Nagoya und ab 1984 Professor am RIMS. Seit 2001 war er dessen Direktor.
Kashiwara arbeitete in der mikrolokalen Analysis, an Hyperfunktionen und an der Theorie der D-Moduln, wobei er Ideen seines Lehrers Mikio Sato ausbaute und viel mit französischen Mathematikern (Pierre Schapira) zusammenarbeitete. Der Themenbereich wird von ihrer Schule auch „Algebraische Analysis“ genannt. Außerdem beschäftigt er sich mit mathematischer Physik. Er bewies 1981 mit Jean-Luc Brylinski die Kazhdan-Lusztig-Vermutungen in der geometrischen Darstellungstheorie (unabhängig auch von Alexander Beilinson und Joseph Bernstein bewiesen).
Seine Theorie der D-Moduln, unabhängig in Russland von Joseph Bernstein gefunden, fand Anwendung in der Algebraischen Geometrie (Perverse Sheaves), insbesondere nachdem Kashiwara 1976/77 in Paris war. Um die gleiche Zeit wie Zoghman Mebkhout (1979) löste er 1980 das verallgemeinerte Riemann-Hilbert-Problem, wo statt Riemannflächen höherdimensionale komplexe Mannigfaltigkeiten betrachtet werden (sogenannte Riemann-Hilbert-Korrespondenz).

## Ehrungen und Mitgliedschaften
- 1978: Plenarvortrag auf dem Internationalen Mathematikerkongress (ICM) in Helsinki (Microlocal Analysis)
- 1981: Iyanaga-Preis der Japanischen Mathematischen Gesellschaft
- 1987: Asahi-Preis und Preis der japanischen Akademie der Wissenschaften
- 1990: Invited Speaker auf dem ICM in Kyōto (Crystallizing the q-analogue of universal enveloping algebras)
- Seit 2002: Auswärtiges Mitglied der französischen Akademie der Wissenschaften
- 2018: Kyoto-Preis in der Kategorie Mathematik und Chern-Medaille
- Seit 2023: Mitglied der National Academy of Sciences
- März 2025: Abelpreis „für seine grundlegenden Beiträge zur algebraischen Analysis und Darstellungstheorie, insbesondere die Entwicklung der Theorie der D-Module und die Entdeckung der Kristallbasen“[5]

## Schriften
- mit Pierre Schapira: Sheaves on Manifolds, Grundlehren der Mathematischen Wissenschaften, Springer 1990
- mit Victor Guillemin, Kawai Seminar on micro-local analysis, Princeton 1979
- mit Teresa Fernandes Systems of microdifferential equations, Birkhäuser 1983
- Introduction to microlocal analysis, L’Enseignement Mathematique, Bd. 32, 1986
- mit Takahiro Kawai, Tatsuo Kimura Foundations of algebraic analysis, Princeton 1986
- Sato, Kawai: Microfunctions and pseudodifferential equations. In: Komatsu (Hrsg.): Hyperfunctions and pseudodifferential equations. Proceedings Katata 1971, Springer-Verlag, Lecture Notes in Mathematics Bd. 287, 1973, S. 265–529.
- Herausgeber mit Kawai: Algebraic analysis: papers dedicated to Professor Mikio Sato on the occasion of his sixtieth birthday, 2 Bände, Academic Press 1988
- mit Saito, Matsuo, Satake Topological field theory, primitive forms and related topics, Birkhäuser 1998
- mit Tetsuji Miwa (Herausgeber) Physical combinatorics, Birkhäuser 2000
- mit Miwa (Herausgeber) MathPhys odyssey 2001: integrable models and beyond: in honor of Barry M. McCoy, 2002
- D-modules and microlocal calculus, AMS 2003
- mit Pierre Schapira Categories and sheaves, Springer 2006
- mit Schapira Ind-Sheaves, Paris, Asterisque, 2001
- mit Schapira Microlocal study of Sheaves, Asterisque 1985